# Czarny orzeł
Czarny orzeł (ang. Black Eagle, 1988) – amerykański film akcji w reżyserii Erika Karsona. Film kręcono od 22 czerwca do sierpnia 1987 roku na Malcie i w Rzymie we Włoszech.

## Fabuła
Amerykański samolot wojskowy rozbija się w pobliżu Aleksandrii. Na miejsce przybywa agent CIA, Ken Tani; ma on stoczyć walkę z agentami KGB, którzy przejęli kontrolę nad owym samolotem.

## Obsada
- Shō Kosugi – Ken Tani
- Jean-Claude Van Damme – Andrei
- Doran Clark – Patricia Parker
- Bruce French – ojciec Joseph Bedelia
- Vladimir Skomarovsky – Vladimir Klimenko
- William Bassett – Dean Rickert
- Kane Kosugi – Brian Tani
- Shane Kosugi – Denny Tani
- Dorota Puzio – Natasha

## Wersja polska
Wersja wydana na VHS.
- Dystrybucja: Elgaz.
- Czyta: Wojciech Dziwulski[1].